# Maria João Valente Rosa
Maria João Casanova de Araújo e Sá Valente Rosa -  (Lisboa, 27 de maio de 1961 (63 anos)) - é  demógrafa e professora universitária da Faculdade de Ciências Sociais e Humanas / Universidade Nova de Lisboa.

## Percurso
Licenciada (1984) em Sociologia, Mestre (1988) em Demografia Histórica e Social e  Doutorada (1993) em Sociologia, especialidade em Demografia, pela Faculdade de Ciências Sociais e Humanas da Universidade Nova de Lisboa. 
Inicia a carreira de docente universitária em 1984. 
É, desde 1993, Professora Auxiliar da Faculdade de Ciências Sociais e Humanas da Universidade Nova de Lisboa.
Integrou:
- de 2012 a 2022, o Conselho Superior de Estatística, na qualidade de membro de reconhecida reputação de mérito científico e independência;
- desde 2019, a Comissão Nacional de Saúde Materna, da Criança e do Adolescente (CNSMCA);
- de 2014 a 2024, o  Consultivo Europeu de Estatística (ESAC)] (em 2015 foi nomeada para o Conselho Executivo do ESAC, em 2019 foi eleita vice-presidente do ESAC])

De 2009 a Fevereiro de 2019 dirigiu a  Pordata - Base de  Dados de Portugal Contemporâneo, projecto da Fundação Francisco Manuel dos Santos.
Integra:
- como investigadora o Instituto Português de Relações Internacionais] (IPRI), unidade de investigação da FCSH-NOVA].
- como membro do Conselho Científico, a Plataforma Municipal dos Objectivos de Desenvolvimento Sustentável - ODSlocal]

É sócia fundadora do projecto Social Data Lab].   
Exerceu vários cargos públicos, entre os anos 2000 e 2009, nos Ministérios da Educação e da Ciência: Subdirectora Geral do Gabinete de Planeamento, Estratégia, Avaliação e Relações Internacionais (GPEARI) do Ministério da Ciência, Tecnologia e Ensino Superior; Directora Geral do Gabinete de Informação e Avaliação do Sistema Educativo (GIASE) do Ministério da Educação; Vice-Presidente da Fundação para a Ciência e a Tecnologia (FCT) do Ministério da Ciência e da Tecnologia. No âmbito dos cargos públicos exercidos assegurou a representação nacional em várias instâncias europeias e internacionais (Comissão Europeia, Eurostat, OCDE) relacionadas com a produção de estatísticas e de indicadores. 

## Cargos públicos exercidos
- Vice-Presidente da  FCT do Ministério da Ciência, Tecnologia e Ensino Superior. (2000-2002);
- Directora-Geral do GIASE - Gabinete de Informação e Avaliação do Sistema Educativo do  Ministério da Educação (2005-2006);
- Subdirectora-Geral do GPEARI - Gabinete de Planeamento, Estratégia, Avaliação e Relações Internacionais do Ministério da Ciência, Tecnologia e Ensino Superior (2007/2009).

## Livros publicados
Como autora, co-autora e coordenadora: 
- Condicionantes demográficas da evolução discente do ensino básico no distrito de Aveiro - um ensaio metodológico, colecção Estudos e Documentos, Lisboa, Imprensa de Ciências Sociais (1989);
- Reformados e Tempos Livres, ed. Colibri/Inatel (1999);
- A população portuguesa no século XX: Análise dos censos de 1900 a 2001, Imprensa de Ciências Sociais (2003).
- Cartografia do abandono e insucesso escolares,  Ministério da Educação (2003).
- Contributos dos imigrantes na Demografia Portuguesa: o papel das populações de nacionalidade estrangeira, colecção Estudos e Documentos nº 4, do Observatório da Imigração (2004).
- Portugal: os números, colecção Ensaios da Fundação Francisco Manuel dos Santos, Relógio D’Água Editores (2010).
- Envelhecimento da sociedade portuguesa, colecção Ensaios da Fundação Francisco Manuel dos Santos, Relógio D’Água Editores (2010).
- Os Reformados e os tempos livres, ed. Bnomics- Formedia, (2015).
- Que número é este? um guia sobre estatísticas para jornalistas], ed. Fundação Francisco Manuel dos Santos (2017).
- Um tempo sem idades: ensaio sobre o envelhecimento da população. ed. Tinta da China] (2020). edição Bilingue

## Outros títulos científicos publicados
Como autora ou co-autora:
- “O desafio social do envelhecimento demográfico”, em Análise Social, nº122, Lisboa, Imprensa de Ciências Sociais, pp. 679-689 (1993);
- "O envelhecimento e as dinâmicas demográficas da população portuguesa a partir de 1960: dos dados ao dilema", em A situação social em Portugal 1960-1995 (org.  António Barreto), Lisboa, ICS, pp. 191-214 (editado também, em 16.3.96, pelo jornal Público - caderno nº 3) (1996);
- "Portugal no mundo sob o ponto de vista demográfico", em JANUS 97- Anuário das Relações Exteriores, Lisboa, jornal Público/Universidade Autónoma de Lisboa, pp.42-43 (1996);
- “O envelhecimento demográfico: proposta de reflexão sobre o curso dos factos”, em Análise Social, nº139, Lisboa, ICS, pp. 1183-1198 (1996);
- “Portugal e a União Europeia do ponto de vista demográfico, a partir de 1960”, em A Situação Social em Portugal: 1960 a 1999 (org.  António Barreto), Lisboa, ICS, pp.419-451 (2000);
- “Unidade e pluralidades da demografia portuguesa: perfis e dinâmicas concelhias, 1960-1991”, em A Situação Social em Portugal: 1960 a 1999 (org.  António Barreto), Lisboa, ICS, pp.453-573 (2000);
- “População portuguesa até 2020: cenários demográficos principais e derivados”, em A Situação Social em Portugal: 1960 a 1999 (org.  António Barreto), Lisboa, ICS, pp.575-610 (2000);
- “L’intégration des immigrés au Portugal: singularité ou retard?”, em Sociologia, Problemas e Práticas, nº41, Lisboa, CIES - Centro de investigação e estudos de Sociologia/ISCTE, CELTA, pp.9-36 (2003).
- “Escolaridade obrigatória, Insucesso e Abandono Escolar : os números do Recenseamento” em Actas do Seminário As Bases da Educação, Conselho Nacional da Educação (2004);
- “School and diversity in a context of a weak state: The Portuguese case”, em Journal of Ethnic and Migration Studies, Volume 33, Issue 7, pp. 1145 – 1168 (2007).
- “Os sentidos da fecundidade em Portugal” in Inquérito à Fecundidade 2013, INE/FFMS, col. População e Sociedade, pp.95-104 (2014).
- “Das famílias aos agregados domésticos, a partir dos factos” in A família portuguesa no século XXI, ed. Parsifal,  p.29-37 (2015).
- "The Users of Statistics and their role in the European Society", ESAC (European Statistical Advisory Committee)(2015).
- “Envelhecimento demográfico e desenvolvimento social”, in Ética Aplicada: Protecção Social, Edições 70 – Grupo Almedina, pp.301-321 (2017).
- “O enorme desafio do envelhecimento demográfico”, in Cadernos de Economia nº 122, Polimeios e Ordem dos Economistas Portugueses, Janeiro/Março, pp.42-44 (2018).
- “Demografia de Portugal até 2030”, in Cadernos de Economia nº 127, Polimeios e Ordem dos Economistas Portugueses, Abril/Junho, pp.42-44. (2019)
- “Envelhecimento demográfico: síntese do panorama em Portugal”, in Desafios demográficos: o envelhecimento, Conselho Económico e Social, ed. Almedina, pp. 19-29.(2019)
- “Envelhecimento Demográfico em fase de COVID-19”. In Revista da Sociedade Portuguesa de Medicina Interna (SPMI) (n.º extra), pp.27-30. (2020)
- "Demographic ageing: the rigidity of conventional metrics and the need for their revision". Paper nº63/2022], Instituto Português de Relações Internacionais]. (2022)